# Первый класс (сериал)
«Первый класс» — российский телесериал, рассказывающий историю трёх женщин, борющихся за место в элитной школе для своих детей. 
Режиссёр телесериала — Светлана Самошина. Главные роли сыграли Анна Чиповская, Юлия Хлынина и Марина Васильева.
Премьера состоялась 23 мая 2024 года в онлайн-кинотеатре Иви.

## Сюжет
Три подруги — интеллигентка Таня, карьеристка Аня и жена бизнесмена Лена вступают в борьбу за место в элитной школе Санкт-Петербурга для своего ребёнка. В школе «Культурное наследие» планируют взращивать новую элиту города, но осталось только одно место. В процессе противостояния подруги раскрывают вопросы существования женской дружбы, граней человеческой нравственности, параллельно решая проблемы в личной жизни и отношениях с детьми.

## Производство
Производством телесериала занималась компания Star Media Vision в сотрудничестве с Иви.
Съёмки начались 24 мая 2023 года в Санкт-Петербурге.

## В ролях
| Актер              | Роль     |
| ------------------ | -------- |
| Марина Васильева   | Таня     |
| Юлия Хлынина       | Аня      |
| Анна Чиповская     | Лена     |
| Елена Лядова       | Вика     |
| Артём Быстров      | Саша     |
| Никита Ефремов     | Денис    |
| Ростислав Бершауэр | Борис    |
| Михаил Тройник     | директор |
| Стася Милославская | Наташа   |
| Артём Ткаченко     | Артём    |
| Александра Ребенок | Даша     |

и другие.

## Награды
В феврале 2024 года телесериал участвовал в фестивале Original+, где получил специальный приз «Российской газеты», а актриса Юлия Хлынина стала победительницей в номинации «Оригинальная актриса».

## Мнения о телесериале
Екатерина Болгова, «Комсомольская Правда»:
В «Первом классе» много примет времени – начиная от одинаковых имён у детей (одни Сони и Софы кругом), заканчивая некачественным ремонтом исторических зданий и борьбой с коррупцией на различных уровнях власти
Александр Кондрашов, «Литературная Газета»:
Мне показалось, что у всех участников, начиная со сценаристок, появилась возможность высказаться о том, что накипело, о мире, который они хорошо знают, в котором живут, но он очень далёк от реального чиновничества, банковского и строительного бизнеса и криминала
Ярослав Заболуев, «Москвич MAG»:
Здесь и инфантилизм под маской цинизма, и беспринципность в дорогих костюмах, и простое жлобство за фасадом снобизма, к которому обязывает место действия. Однако главное свойство «Первого класса» даже не безжалостная точность характеров, а сочувствие и редкая для современного русского кино человечность
Гульназ Давлетшина, «Film.ru»:
«Первый класс» презентует зрителю именно то, что от сериала ожидаешь: мелодраматические линии, бесхитростный сюжет, красивый Петербург, множество предательств на квадратный метр. Самошина сняла предсказуемую, но вполне приятную историю о лучших подругах, которые запутались в паутине лжи